# Nejlepší střelec (ELH)
Nejlepší střelec je každoročně udělované ocenění pro hráče, jenž vstřelí v základní části sezóny české extraligy nejvíce gólů. Tuto trofej sponzoruje a uděluje deník Sport.

## Jednotlivé ročníky

### Základní část
| Sezóna    | Vítěz                  | Klub                                       | Počet branek        | Link |
| --------- | ---------------------- | ------------------------------------------ | ------------------- | ---- |
| 1993/1994 | Petr Kaňkovský         | AC ZPS Zlín                                | 29 branek           | Zde  |
| 1994/1995 | Pavel Janků            | AC ZPS Zlín                                | 28 branek           | Zde  |
| 1995/1996 | Viktor Ujčík           | HC Slavia Praha                            | 37 branek           | Zde  |
| 1996/1997 | Jiří Dopita            | HC Petra Vsetín                            | 30 branek           | Zde  |
| 1997/1998 | David Moravec          | HC Vítkovice                               | 38 branek           | Zde  |
| 1998/1999 | Jan Hlaváč             | HC Sparta Praha                            | 33 branek           | Zde  |
| 1999/2000 | Jiří Dopita            | Vsetínská hokejová                         | 30 branek           | Zde  |
| 2000/2001 | Petr Sýkora Marek Uram | HC Pardubice HC Znojemští Orli             | 26 branek           | Zde  |
| 2001/2002 | David Hruška           | HC Chemopetrol Litvínov + HC Femax Havířov | 31 branek (14 + 17) | Zde  |
| 2002/2003 | Jan Marek              | HC Oceláři Třinec                          | 32 branek           | Zde  |
| 2003/2004 | Jaroslav Balaštík      | HC ZPS Zlín                                | 29 branek           | Zde  |
| 2004/2005 | Jaroslav Balaštík      | HC ZPS Zlín                                | 30 branek           | Zde  |
| 2005/2006 | Petr Ton               | HC Sparta Praha                            | 24 branek           | Zde  |
| 2006/2007 | Petr Sýkora            | HC Moeller Pardubice                       | 37 branek           | Zde  |
| 2007/2008 | Jaroslav Balaštík      | RI Okna Zlín                               | 29 branek           | Zde  |
| 2008/2009 | David Hruška           | HC Slavia Praha                            | 31 branek           | Zde  |
| 2009/2010 | Petr Ton               | HC Sparta Praha                            | 34 branek           | Zde  |
| 2010/2011 | Tomáš Vlasák           | HC Plzeň 1929                              | 30 branek           | Zde  |
| 2011/2012 | Petr Kumstát           | HC Energie Karlovy Vary                    | 27 branek           | Zde  |
| 2012/2013 | Martin Růžička         | HC Oceláři Třinec                          | 40 branek           | Zde  |
| 2013/2014 | Petr Ton               | HC Sparta Praha                            | 35 branek           | Zde  |
| 2014/2015 | Erik Hrňa              | HC Oceláři Třinec + HC Olomouc             | 26 branek (16 + 10) | Zde  |
| 2015/2016 | Dominik Kubalík        | HC Škoda Plzeň                             | 25 branek           | Zde  |
| 2016/2017 | Dominik Kubalík        | HC Škoda Plzeň                             | 29 branek           | Zde  |
| 2017/2018 | Tomáš Mertl            | HC Škoda Plzeň                             | 30 branek           | Zde  |
| 2018/2019 | Milan Gulaš            | HC Škoda Plzeň                             | 30 branek           | Zde  |
| 2019/2020 | Milan Gulaš            | HC Škoda Plzeň                             | 35 branek           | Zde  |
| 2020/2021 | Matěj Stránský         | HC Oceláři Třinec                          | 33 branek           | Zde  |
| 2021/2022 | Filip Chlapík          | HC Sparta Praha                            | 31 branek           | Zde  |
| 2022/2023 | Marko Daňo             | HC Oceláři Třinec                          | 29 branek           | Zde  |
| 2023/2024 | Jakub Rychlovský       | Bílí Tygři Liberec                         | 26 branek           | Zde  |
| 2024/2025 | Ondřej Beránek         | HC Energie Karlovy Vary                    | 30 branek           | Zde  |

### Playoff
| Sezóna                      | Vítěz                                                     | Klub                                                    | Počet branek                                    |
| --------------------------- | --------------------------------------------------------- | ------------------------------------------------------- | ----------------------------------------------- |
| 1993/1994                   | David Čermák                                              | HC Kladno                                               | 9 branek                                        |
| 1994/1995                   | Pavel Janků                                               | AC ZPS Zlín                                             | 9 branek                                        |
| 1995/1996                   | Jiří Dopita                                               | HC Petra Vsetín                                         | 9 branek                                        |
| 1996/1997                   | Jiří Dopita David Výborný Tomáš Sršeň                     | HC Petra Vsetín HC Sparta Praha HC Petra Vsetín         | 7 branek                                        |
| 1997/1998                   | Jiří Dopita                                               | HC Petra Vsetín                                         | 12 branek                                       |
| 1998/1999                   | Martin Procházka                                          | HC Slovnaft Vsetín                                      | 11 branek                                       |
| 1999/2000                   | Michal Sýkora Jan Tomajko Richard Žemlička                | HC Sparta Praha HC Slovnaft Vsetín HC Sparta Praha      | 5 branek                                        |
| 2000/2001                   | Ján Pardavý                                               | HC Slovnaft Vsetín                                      | 10 branek                                       |
| 2001/2002                   | Ondřej Kratěna                                            | HC Sparta Praha                                         | 12 branek                                       |
| 2002/2003                   | Michal Sup                                                | HC Slavia Praha                                         | 8 branek                                        |
| 2003/2004                   | Petr Leška Jaroslav Balaštík                              | HC Hamé Zlín                                            | 9 branek                                        |
| 2004/2005                   | Jan Bulis Ondřej Veselý Peter Barinka Martin Erat         | HC Moeller Pardubice HC Hamé Zlín                       | 7 branek                                        |
| 2005/2006                   | Jaroslav Hlinka                                           | HC Sparta Praha                                         | 10 branek                                       |
| 2006/2007                   | Petr Sýkora                                               | HC Moeller Pardubice                                    | 12 branek                                       |
| 2007/2008                   | Jakub Klepiš Jaroslav Kristek Jaroslav Bednář             | HC Slavia Praha HC Energie Karlovy Vary HC Slavia Praha | 10 branek                                       |
| 2008/2009                   | Roman Červenka                                            | HC Slavia Praha                                         | 13 branek                                       |
| 2009/2010                   | Petr Sýkora                                               | HC Eaton Pardubice                                      | 12 branek                                       |
| 2010/2011                   | Martin Růžička                                            | HC Oceláři Třinec                                       | 17 branek                                       |
| 2011/2012                   | Martin Bartek Roman Erat Tomáš Svoboda                    | HC Eaton Pardubice HC Kometa Brno                       | 8 branek                                        |
| 2012/2013                   | Jan Kovář                                                 | HC Škoda Plzeň                                          | 11 branek                                       |
| 2013/2014                   | Vojtěch Němec Ondřej Veselý                               | HC Kometa Brno PSG Zlín                                 | 8 branek                                        |
| 2014/2015                   | Jakub Petružálek                                          | HC Verva Litvínov                                       | 8 branek                                        |
| 2015/2016                   | Michal Řepík Jaroslav Hlinka                              | Bílí Tygři Liberec HC Sparta Praha                      | 10 branek                                       |
| 2016/2017                   | Michal Vondrka                                            | Piráti Chomutov                                         | 10 branek                                       |
| 2017/2018                   | Hynek Zohorna                                             | HC Kometa Brno                                          | 8 branek                                        |
| 2018/2019                   | Tomáš Filippi Michal Birner Martin Růžička Martin Zaťovič | Bílí Tygři Liberec HC Oceláři Třinec HC Kometa Brno     | 7 branek                                        |
| 2019/2020                   | z důvodu pandemie covidu-19 se play off nehrálo           | z důvodu pandemie covidu-19 se play off nehrálo         | z důvodu pandemie covidu-19 se play off nehrálo |
| 2020/2021                   | Martin Růžička Michal Bulíř                               | HC Oceláři Třinec Bílí Tygři Liberec                    | 8 branek                                        |
| 2021/2022                   | Miloš Kelemen                                             | BK Mladá Boleslav                                       | 9 branek                                        |
| 2022/2023                   | Martin Růžička                                            | HC Oceláři Třinec                                       | 9 branek                                        |
| 2023/2024                   | Liam Kirk                                                 | HC Verva Litvínov                                       | 9 branek                                        |
| 2024/2025                   | Jakub Flek                                                | HC Kometa Brno                                          | 8 branek                                        |
| Zdroj na eliteprospects.com |                                                           |                                                         |                                                 |

## Seznam 10 nejlepších střelců (od sezóny 1993/1994 - 2024/2025)

### Základní část
| Pořadí            | Hráč           | Počet zápasů | Branky | Nahrávky | Body | Stav                        |
| ----------------- | -------------- | ------------ | ------ | -------- | ---- | --------------------------- |
| 1.                | Viktor Hübl    | 1153         | 375    | 465      | 840  | ukončená kariéra            |
| 2.                | Petr Ton       | 761          | 335    | 323      | 658  | ukončená kariéra            |
| 3.                | Petr Sýkora    | 763          | 327    | 235      | 562  | ukončená kariéra            |
| 4.                | Viktor Ujčík   | 740          | 322    | 305      | 627  | ukončená kariéra            |
| 5.                | Martin Růžička | 755          | 296    | 367      | 663  | aktívní - HC Oceláři Třinec |
| 6.                | Jiří Burger    | 982          | 292    | 406      | 698  | ukončená kariéra            |
| 7.                | Milan Gulaš    | 721          | 281    | 346      | 627  | ukončená kariéra            |
| 8.                | Richard Král   | 696          | 281    | 432      | 713  | ukončená kariéra            |
| 9.                | Ondřej Kratěna | 954          | 279    | 362      | 641  | ukončená kariéra            |
| 10.               | David Hruška   | 739          | 277    | 178      | 455  | ukončená kariéra            |
| Zdroj na hokej.cz |                |              |        |          |      |                             |

### Play off
| Pořadí            | Hráč            | Počet zápasů | Branky | Nahrávky | Body | Stav                        |
| ----------------- | --------------- | ------------ | ------ | -------- | ---- | --------------------------- |
| 1.                | Martin Růžička  | 143          | 63     | 64       | 127  | aktívní - HC Oceláři Třinec |
| 2.                | Ondřej Kratěna  | 201          | 59     | 75       | 134  | ukončená kariéra            |
| 3.                | Viktor Ujčík    | 133          | 54     | 55       | 109  | ukončená kariéra            |
| 4.                | Petr Sýkora     | 118          | 51     | 31       | 82   | ukončená kariéra            |
| 5.                | Jaroslav Hlinka | 160          | 51     | 73       | 124  | ukončená kariéra            |
| 6.                | Jiří Dopita     | 127          | 50     | 69       | 119  | ukončená kariéra            |
| 7.                | Petr Ton        | 141          | 46     | 51       | 97   | ukončená kariéra            |
| 8.                | Jaroslav Bednář | 113          | 42     | 47       | 89   | ukončená kariéra            |
| 9.                | Michal Vondrka  | 172          | 40     | 44       | 84   | ukončená kariéra            |
| 10.               | Ondřej Veselý   | 155          | 39     | 42       | 81   | ukončená kariéra            |
| Zdroj na hokej.cz |                 |              |        |          |      |                             |

## Souvislé články
Nejlepší střelec v československé hokejové lize